# Křižanovice u Vyškova
Křižanovice u Vyškova è un comune della Repubblica Ceca facente parte del distretto di Vyškov, in Moravia Meridionale.